# Good Golly, Miss Molly
Good Golly Miss Molly är en rock'n'roll-hit som först spelades in 1956 av den amerikanske musikern Little Richard. Låten, en 12-bar blues, skrevs av John Marascalco och producenten Robert "Bumps" Blackwell. Även om den först spelades in av Little Richard, har Blackwell producerat en annan version av The Valiants som imiterade Little Richard, men som sjöng låten ännu snabbare. Även om Valiants-versionen släpptes först, var det med Little Richard som låten blev en hit. Liksom alla hans tidiga hits blev den snabbt en rock'n'roll-klassiker och har därefter spelats in av hundratals artister. Låten är rankad #94 på Rolling Stone Magazines lista över 500 Greatest Songs of All Time. 
I början av 1960-talet fick det mexikanska bandet Los Teen Tops en hit i Latinamerika. Los Teen Tops sångare var tonårsidolen Enrique Guzman som sjöng låten på spanska med titeln La Plaga, som egentligen betyder "pesten" men som i mexikansk spansk slang betyder "gänget". Den spelades in 1959, och var den första singel som bandet spelade in. Senare blev det en hit igen för Guzmans dotter, Alejandra (Ale) Guzman på hennes LP "Bye Mama". 
Det brittiska bandet The Swinging Blue Jeans fick en hit med låten i Storbritannien med sin cover i början av 1964. (HMV Pop 1273). Den spelades också in av Creedence Clearwater Revival på albumet Bayou Country 1969.

## Listplaceringar, Little Richard
| Lista (1958)   | Position            |
| -------------- | ------------------- |
| Storbritannien | 8 (UK Albums Chart) |
| USA            | 10                  |

## Listplaceringar, The Swinging Blue Jeans
| Lista (1964)   | Position               |
| -------------- | ---------------------- |
| Finland        | 16                     |
| Danmark        | 5 (DR "Top 20")        |
| Nederländerna  | 6                      |
| Norge          | 8 (VG-lista)           |
| Storbritannien | 11 (UK Albums Chart)   |
| Sverige        | 5 (Kvällstoppen)       |
| Sverige        | 5 (Tio i topp)         |
| USA            | 43 (Billboard Hot 100) |
| Västtyskland   | 35                     |